# 스리위자야 FC
스리위쟈야 FC(Sriwijaya Football Club)는 인도네시아 팔렘방을 연고로 하는 축구 클럽이다. 현재는 리가 2에 참가하고 있다. 클럽 이름은 7세기부터 13세기까지 수마트라섬에 있던 옛 왕국인 스리비자야 왕국에서 유래된 이름이다.
1976년 자카르타에서 페르시자팀 자카르타 티무르(Persijatim Jakarta Timur)라는 이름으로 창단했지만 재정 문제를 이유로 연고를 수라카르타로 이전하면서 팀 이름을 솔로 FC(Solo Football Club)로 변경했다. 연고 이전 이후에도 재정 상황이 여전히 개선되지 않자 연고를 팔렘방으로 이전했고 팀 이름을 현재의 이름으로 변경하여 오늘에 이른다.

## 성적
- 리가 슈퍼 인도네시아: 우승 1회 (2007)
- 인도네시아 컵: 우승 3회 (2007, 2009, 2010)

## 선수 명단

### 현역
참고: FIFA 자격 규정에 따라 소속된 국가대표팀 국기를 표시합니다. 선수는 복수의 FIFA 비회원국 국적을 가지고 있을 수 있습니다.
| 번호 | 포지션 | 국적 | 이름      |
| ---- | ------ | ---- | --------- |
| 7    | FW     | 부탄 | 첸초 겔첸 |

| 번호 | 포지션 | 국적 | 이름 |
| ---- | ------ | ---- | ---- |

## 역대 감독
| 감독            | 임기   |
| --------------- | ------ |
| 자프리 사스트라 | 2024 ~ |